# Марія Монтессорі
Марі́я Монтессо́рі (італ. Maria Tecla Artemisia Montessori; * 31 серпня 1870, К'яравалле, провінція Анкона, Королівство Італія — † 6 травня 1952, Ноордвік-ан-Зеє, Нідерланди) — італійська лікарка, освітянка, одна з перших італійок, що стала докторкою медицини. Прославилася розробкою «педагогіки Монтессорі», яка полягає у вільному розвитку дітей. На відміну від шкільної системи, де активність дітей знижується, символом чого є «шкільна парта», Монтессорі вважала, що головним завданням освіти є підтримувати спонтанність і творчість дітей, забезпечувати їх всебічний розвиток: фізичний, духовний, культурний і соціальний. Відкрила явище поляризації уваги у дітей. Її методика навчання сьогодні використовується в державних і приватних школах по всьому світі.
Відзначена у мистецькій композиції Джуді Чикаго Поверх спадщини.

## Життя і кар'єра

### Народження і родина
Дочка Алессандро Монтессорі, родом з Емілії, і Ренільди Стоппані, родом з Марке, Марія народилася 31 серпня 1870 року в будинку під номером 10 на площі Мацціні в К'яравалле (Центральна Італія, провінція Анкона), за декілька кілометрів від Анкони. У будинку, де вона народилася, зараз знаходиться будинок-музей, присвячений її постаті. Музеєм опікується Фонд К'яравалле-Монтессорі.
Її батько Алессандро народився у Феррарі і після роботи клерком на солеварні Комаккіо, у 1860-х роках був переведений до К'яравалле на посаду інспектора міністерства фінансів. Саме там він познайомився з Ренільдою Стоппані (1840—1912), з якою побрався. Ренільда походила з Монте-Сан-Віто, містечка поблизу К'яравалле, з родини дрібних землевласників; вона була освіченою жінкою і дуже любила читати. Як і її батько, вона також була католичкою, сильно симпатизуючи ідеалам Рісорджіменто.
Марія народилася, коли матері було 30 років, а батькові 33 роки. Зі сторони матері Марія була племінницею Антоніо Стоппані, геолога, палеонтолога та натураліста, який і сьогодні знаний як автор успішного тому Il Bel Paese. У своїх записах батько дає інформацію про ріст і розвиток Марії. Юна Марія Монтессорі відчувала постійну підтримку матір'ю її новаторських ідей та незвичайного для того часу життєвого вибору, на відміну від певного консерватизму її батька.
Марія Монтессорі залишилася пов'язана з рідною землею: у 1971 році її син Маріо під час закладки першого каменю нової школи Монтессорі в Анконі сказав, що його мати, повернувшись з Індії влітку 1950 року, висловила бажання побачити місця, де вона жила. Разом із сином вона поїхала до Анкони та К'яравалле, де сказала: "Тепер я щаслива; тепер навіть якщо я помру, я бачу свою країну. Крім того, у лютому 1906 року вона написала Прокламацію до італійських жінок, майже повністю присвячену Анконі, в якій описує місто, спостерігаючи за ним з вершини гори.

### 1883—1896: Освіта

#### Рання освіта
У лютому 1873 року Алессандро був переведений до Флоренції, де він залишився з родиною протягом двох років. Через кілька років сім'я зіткнулася з іншим переїздом: у Римі, який нещодавно став столицею, Марію зарахували до муніципальної підготовчої школи Ріо-Понте. Змалку Марія виявляла себе жвавою. Вона була нагороджена сертифікатами за хорошу поведінку в 1-му класі та за «lavori donneschi», або «жіночу роботу», наступного року. Вона вивчала французьку мову та фортепіано, які незабаром покинула. Ближче до 11 років почала захоплюватися навчанням. Її юнацьким захопленням було драматичне мистецтво. Відмінно володіла італійською мовою, проте мала прогалини в граматиці та математиці.

#### Середня школа
У лютому 1884 року в Римі була відкрита державна школа для жінок: «Regia Scuola Tecnica Michelangelo Buonarroti» (сьогодні Regio Istituto Tecnico Leonardo da Vinci). Заснування цієї школи було частиною плану шкільної політики Італії після об'єднання. У віці 14 років Монтессорі вступила до цієї школи , де вона вивчала італійську мову, арифметику, алгебру, геометрію, бухгалтерський облік, історію, географію та природничі науки. Марія була в десятці кращих студентів і закінчила її на 137/160 у 1886 році. Того ж року, у віці 16 років, вона продовжила навчання в технічному інституті Regio Istituto Tecnico Leonardo da Vinci, вивчаючи італійську мову, математику, історію, географію, геометричне та декоративне малювання, фізику, хімію, ботаніку, зоологію та дві іноземні мови. Вона добре вчилася в науках і особливо в математиці.
Спочатку вона мала намір продовжити вивчення інженерії після закінчення школи, що тоді було незвичайним прагненням для жінки. До того часу, коли вона закінчила школу в 1890 році у віці 20 років, отримавши сертифікат фізико-математичного факультету, вона вирішила вивчати медицину, що було малоймовірнішим заняттям, враховуючи культурні норми того часу. З ранніх років навчання дівчина виявляла інтерес до наукових предметів, особливо до математики та біології, що спричинило її конфлікти з батьком, який хотів би розпочати її кар'єру вчителя; її мати, з іншого боку, ніколи не переставала її підтримувати.

#### Римський університет— медична школа
Марія Монтессорі спочатку не змогла вступити на медичний факультет. Монтессорі продовжила свій намір вивчати медицину. Вона звернулася до Гвідо Баччеллі, професора клінічної медицини Римського університету, але її категорично не схвалили. 1890 року вона вступила до Римського університету на курс природничих наук, склавши іспити з ботаніки, зоології, експериментальної фізики, гістології, анатомії, загальної та органічної хімії, і отримала диплом di licenza в 1892 році. Цей ступінь, разом із додатковим вивченням італійської та латинської мови, дозволив їй вступити на медичний факультет Римського університету «La Sapienza», за підтримки Папи Лева XIII, який проголосив: «З-поміж усіх професій жінці найбільше підходить саме професія лікаря.
Вступивши на факультет, Марія Монтессорі повинна була дотримуватися суворих правил, щоб бути частиною наукового співтовариства, яке складається переважно з чоловіків, оскільки в галузі медицини все ще існувало багато упереджень щодо жіночої статі. Крім того, Монтессорі була змушена займатися анатомією переважно вночі, щоб не влаштовувати скандалів, оскільки в той час жінці було заборонено знаходитися поруч з оголеним тілом померлого і працювати з іншими учнями. Деякі студенти-медики та професори зустріли її вороже та агресивно через її стать. Оскільки її відвідування занять з чоловіками в присутності оголеного тіла для досліджень було визнано недоречним, вона була змушена виконувати свої розтини трупів одна, у неробочий час.
Для Монтессорі особливо важливими для майбутньої роботи з дітьми були експериментальні уроки гігієни, які проводив Анджело Челлі, який був твердо переконаний, що деякі дуже поширені хвороби, такі як малярія і туберкульоз, не були спричинені неспроможністю медичної науки, а були вираженням соціальної маргінальності і, отже, могли бути викорінені лише за зобов'язаннями держави.
Монтессорі здобула академічну премію на першому курсі, а в 1895 році отримала посаду „ад'юнкта в медицині“- асистента лікаря з правом вступу до Ланцисіанського товариства, призначеного для лікарів і професорів лікарень Риму, а разом із тим і ранній клінічний досвід. Останні два роки вивчала педіатрію та психіатрію, працювала в педіатричній консультації та службі невідкладної допомоги, ставши фахівцем з дитячої медицини. 1896 року вона стане третьою італійською жінкою, яка закінчила медичний факультет за спеціалізацією в нейропсихіатрії. Марія Монтессорі присвятила себе лабораторним дослідженням із пристрастю та методичністю. Окрім курсів бактеріології та мікроскопії, вона відвідувала курс експериментальної інженерії. Також вивчала педіатрію в педіатричній лікарні Bambino Gesù, гінекологію в лікарні San Giovanni та чоловічі хвороби в лікарні Santo Spirito; всі ці заклади охорони здоров'я розташовані в Римі та працюють і сьогодні.
Марія Монтессорі була дуже здібною студенткою, настільки, що виграла премію в тисячу лір (приблизно чотири тисячі євро станом на 2020 рік) від Фонду Роллі за роботу в області загальної патології. У роки, що передували закінченню університету, її навчальні зобов'язання були дедалі більше орієнтовані на експериментальні дослідження в лабораторії та спостереження в кімнатах притулку лікарні Санта-Марія-делла-П'єта в Монте-Маріо (Рим). Під час підготовки дисертації вона відвідувала уроки фізичної антропології у Джузеппе Серджі. Її дисертація під назвою „Клінічний внесок у вивчення галюцинацій антагоністичного змісту“ була опублікована в 1897 році в журналі Policlinico. Вона знайшла роботу асистентом в університетській лікарні та розпочала приватну практику.

### 1896—1901: Початок кар'єри та сім'я
Вона отримала призначення асистентом у психіатричній клініці Римського університету у співпраці з Джузеппе Ферруччо Монтесано. 1896 по 1901 рік Монтессорі працювала та досліджувала так званих „френастенічних“ дітей — висловлюючись сучасними термінами, дітей з особливими освітніми потребами, які відчувають певну форму когнітивної затримки. Навколишня обстановка не сприяла розвитку та спонуканню дітей до активних корисних дій. Під час спостережень за дітьми у Монтессорі виникла і укріпилась думка, що для дітей, як хворих, так і здорових, необхідне спеціальне розвиваюче середовище, де сконцентровані всі знання про навколишній світ, представлені через еталони основних досягнень людської думки, а дитина має пройти шлях людини в цивілізацію в дошкільному віці. Таке середовище Монтессорі вибудовувала відповідно до потреб кожної дитини. Вона також почала подорожувати, виступати та публікуватися на національному та міжнародному рівнях, ставши відомою, як захисниця прав жінок та освіти для дітей з інвалідністю і здорових дітей. Робота в клініці привела її до контакту з науковими колами Великої Британії та Франції. Так зародився її інтерес до французької наукової літератури початку дев'ятнадцятого століття про випадки диких хлопчиків, вирощених тваринами, знайдених у віддалених районах протягом вісімнадцятого століття, а також до експериментів з перевиховання, які намагався провести Жан Марк Ітар (1765—1835). Її увагу також привернула робота Ітара та його співробітника Едуара Сегена (1812—1880) щодо можливості включення в суспільство хлопчиків і дівчаток з психічними відхиленнями шляхом надання їм освіти. Участь у численних педагогічних конференціях у різних європейських містах дозволить їй познайомитися зі школою Ітара та Сегена та навчитися їхнім експериментальним методам реабілітації дітей з психічними відхиленнями і дійти висновку, що олігофренія — проблема радше педагогічна, ніж медична, і її слід вирішувати не в лікарнях і клініках, а в дитячих садках і школах.
У 1898 році вона представила результати своїх перших досліджень на педагогічному конгресі в Турині і через короткий час стала директором Римської ортофренічної школи — школи для дітей з особливими освітніми потребами, від яких відмовились батьки, а держава, яка взяла їх під свою опіку, не піклувалась про них. З приходом в інститут Монтессорі почала вимагати неодмінно шанобливого ставлення персоналу до хворих. Саме з 1898—1900 років відбувається становлення Монтессорі як освітянки. Коли її інтереси перемістилися в бік освіти, вона вирішила посилити власні знання культурних основ, закінчивши курс філософії.
31 березня 1898 року народила єдину дитину — сина Маріо Монтессорі (31 березня 1898—1982). Маріо Монтессорі був дитиною кохання Марії та Джузеппе Монтесано, її колеги-лікаря, який разом з нею був одним із директорів Римської Ортофренічної школи. Якби Монтессорі вступила в шлюб, вона мала б припинити професійну діяльність. Замість шлюбу Монтессорі вирішила продовжити роботу та навчання. Марія народила таємно й довірила опіку над сином родині Віковаро (невелике містечко в Лаціо), Вітторії Паскуалі. Монтессорі хотіла зберегти стосунки з батьком своєї дитини в таємниці за умови, що ніхто з них не одружиться ні з ким іншим. Та на Джузеппе тиснула власна родина, щоб він налагодив вигідніші соціальні зв'язки, та одружився з іншою. Монтессорі відчула себе зрадженою й вирішила залишити університетську лікарню. Вона була засмучена, що пропустила перші кілька років життя сина. Пізніше вона возз'єднається зі своїм сином у підлітковому віці, і він доєднався до її дослідницької діяльності.

#### Робота з дітьми з особливими освітніми потребами
Після закінчення Римського університету в 1896 році Монтессорі продовжила свої дослідження в психіатричній клініці університету. 1897 року її прийняли туди волонтером. У рамках своєї роботи вона відвідувала притулки в Римі, де спостерігала за дітьми з розумовими вадами. Ці спостереження були фундаментальними для її майбутньої освітньої роботи. Вона також читала та вивчала праці лікарів і педагогів 19-го століття Жана-Марка Гаспара Ітара та Едуарда Сегена, які значно вплинули на її творчість. Монтессорі була заінтригована ідеями Ітара і створила набагато конкретнішу та організовану систему застосування їх у повсякденному навчанні дітей з обмеженими можливостями. Коли вона відкрила для себе роботи Жана Ітара та Едуарда Сегена, вони дали їй новий напрямок у мисленні та вплинули на те, щоб вона зосередилася на дітях із труднощами у навчанні. Також у 1897 році Монтессорі перевірила університетські курси педагогіки та прочитала „всі основні праці з теорії освіти за останні двісті років“.

#### Громадська адвокація
У 1897 році Монтессорі виступила з доповіддю про суспільну відповідальність за підліткову злочинність на Національному конгресі медицини в Турині. 1898 року вона написала кілька статей і знову виступила на Першій педагогічній конференції в Турині, закликаючи до створення спеціальних класів і закладів для дітей з інвалідністю, а також до тренування вчителів. У 1899 році Монтессорі було призначено радником новоствореної Національної ліги захисту дітей з інвалідністю, і її запросили читати лекції про спеціальні методи навчання дітей у педагогічній школі Римського коледжу. Того року Монтессорі здійснила двотижневий національний тур з лекціями для повної аудиторії перед видатними громадськими діячами. Вона увійшла до правління Національної ліги і була призначена викладачем гігієни та антропології в одному з двох жіночих педагогічних коледжів в Італії. У 1899 році вона приєдналася до Теософського товариства, з яким залишатиметься пов'язаною в наступні роки, настільки, що роки Другої світової війни вона проведе в Ад'ярі, у міжнародній штаб-квартирі компанії. хоч і у вимушеному місці проживання, будучи громадянином Італії, а отже, воюючої ворожої країни. Як пише Лучетта Скарафія: „… це не було поверхневе поєднання: педагогічна думка Монтессорі, її філософсько-феміністичні твори несуть помітні сліди теософського впливу“.

#### Ортофренічна школа
У 1900 році Національна ліга відкрила Scuola Magistrale Ortofrenica, або ортофренічну школу, „медико-педагогічний інститут“ для підготовки вчителів для навчання дітей з особливими освітніми потребами із приєднаною лабораторією. Монтессорі була призначена співдиректором. Перший набір включав 64 вчителів, які вивчали психологію, анатомію та фізіологію нервової системи, антропологічні вимірювання, причини та особливості психічних вад, спеціальні методики навчання. Протягом двох років навчання в школі Монтессорі розробила методи та матеріали, які згодом адаптувала для використання зі здоровими дітьми.
Школа мала негайний успіх, привернувши увагу урядовців з департаментів освіти та охорони здоров'я, громадських лідерів і видатних діячів у галузі освіти, психіатрії та антропології з Римського університету. Дітей у модельному класі взяли з притулків та звичайних шкіл, але вважали „непридатними для навчання“ через їхні особливості. Деякі з цих дітей згодом склали державні іспити, які проводили для так званих „нормальних“ дітей.

### 1901—1906: Дослідження
У 1901 році Монтессорі залишила ортофренічну школу та свою приватну практику, а в 1902 році вона вступила на курс філософії в Римському університеті. (Філософія того часу включала багато з того, що зараз вважається психологією.) Вона вивчала теоретичну та моральну філософію, історію філософії та психологію як таку, але не закінчила навчання. Вона також займалася самостійним вивченням антропології та філософії освіти, проводила спостереження та експериментальні дослідження в початкових школах, а також переглянула роботу Ітара та Сегена, перекладаючи їхні книги рукописною італійською мовою. У цей час вона почала розглядати адаптацію своїх методів навчання дітей з особливими освітніми потребами до базової державної освіти для всіх дітей.
Робота Монтессорі над розвитком того, що вона пізніше назвала „науковою педагогікою“, тривала протягом наступних кількох років. 1902 року Монтессорі виступила з доповіддю на другому національному педагогічному конгресі в Неаполі. 1903 року вона опублікувала дві статті з педагогіки, а наступного року — ще дві. У 1903 і 1904 роках вона проводила антропологічні дослідження з італійськими школярами, а в 1904 році отримала кваліфікацію викладача антропології в Римському університеті. Її призначили лектором в Педагогічній школі при університеті. Вона продовжувала займати цю посаду до 1908 року. Її лекції були надруковані у вигляді книги під назвою „Педагогічна антропологія“ в 1910 році. Також у 1903 році вона була призначена помічником лікаря другого класу у виконавчому штабі Італійського Червоного Хреста, з військовим званням, подібним до молодшого лейтенанта Територіальних лікарень C.R.I.
У 1904 році отримала місце викладача антропології і тому мала можливість займатися освітньою програмою дитячих садків.

### 1906—1911:Casa dei Bambiniта поширення ідей Монтессорі

#### ПершаCasa
У 1906 році Монтессорі запросили спостерігати за навчанням групи дітей у новому житловому будинку для малозабезпечених сімей у районі Сан-Лоренцо в Римі. Монтессорі була зацікавлена в застосуванні свого методу до дітей без розумових розладів, і вона погодилася. Назва „Casa dei Bambini“, або „Дім Дітей“, була запропонована Монтессорі, і перший „Дім“ був відкритий 6 січня 1907 року, прийнявши 50 або 60 дітей віком від двох-трьох до шести-семи років.
Спочатку клас був обладнаний столом і дошкою для вчителя, невеликими стільчиками, кріслами, груповими столиками для дітей, шафою на замку, що містила матеріали, розроблені Монтессорі в ортофренічній школі. Активності для дітей включали особистий догляд, наприклад одягання та роздягання, догляд за довкіллям, наприклад прибирання пилу та підмітання, а також догляд за садом. Дітям також продемонстрували використання матеріалів, розроблених Монтессорі. Монтессорі, зайнята викладацькою, дослідницькою та іншою професійною діяльністю, наглядала і спостерігала за роботою в класі, але не навчала дітей безпосередньо.
У цьому першому класі Монтессорі спостерігала за поведінкою дітей, що лягло в основу її методу навчання. Вона відзначила епізоди глибокої концентрації уваги, багаторазове повторення діяльності та чутливість до порядку в оточенні. Маючи вільний вибір діяльності, діти виявляли більший інтерес до практичних занять і матеріалів Монтессорі, ніж до наданих їм іграшок, і, на диво, не цікавилися солодощами та іншими винагородами. З часом вона побачила, як спонтанно виникла самодисципліна.
Грунтуючись на своїх спостереженнях, Монтессорі запровадила низку практик, які стали характерними рисами її освітньої філософії та методу. Вона замінила важкі меблі дитячими столами та стільцями, достатньо легкими, щоб діти могли рухатися, і розмістила дитячі матеріали на низьких, доступних полицях. Вона розширила спектр практичних занять, включивши широкий спектр вправ для догляду за навколишнім середовищем і собою, включаючи аранжування квітів, миття рук, гімнастику, догляд за домашніми тваринами та приготування їжі. Вона також включила в класну кімнату секції по типу відкритого простору, заохочуючи дітей приходити та йти у різні зони кімнати коли їм заманеться. У своїй книзі вона описує типовий зимовий день, який починається о 09:00 ранку й закінчується о 04:00 вечора:
- 9:00–10:00 Прихід дітей. Привітання. Перевірка особистої чистоти. Вправи практичного життя: допомагаємо один одному знімати та одягати фартухи. Обійти кімнату, щоб переконатися, що в класі прибрано. Мова: бесіди, діти розповідають про події минулого дня. Релігійні вправи.
- 10:00–11:00 Інтелектуальні вправи. Тематичні уроки, що перериваються короткими перервами. Номенклатура, вправи на розвиток чуттів.
- 11:-00–11:30 Граційність та ввічливість: звичайні рухи, виконані граційно, положення тіла у просторі, ходьба, марш, привітання, ввічливі та граційні рухи для привернення уваги, витончене розміщення предметів.
- 11:30–12:00. Обід: Коротка молитва.
- 12:00–13:00 Вільна гра.
- 13:00–14:00 Сплановані ігри, по можливості, на свіжому повітрі. У цей період старші діти по черзі виконують вправи практичного життя, прибираючи кімнату, витираючи пил, приводячи в порядок матеріал. Загальний огляд на чистоту. Бесіди.
- 14:00–15:00 Ручна праця. Ліплення з глини, дизайн та ін.
- 15:00–16:00 Колективна гімнастика і пісні, по можливості на свіжому повітрі. Вправи на розвиток спостережливості: відвідування рослин і тварин, догляд за ними.

Вона відчувала, що, працюючи самостійно, діти можуть досягти нових рівнів свободи та стати самомотивованими для досягнення нових рівнів усвідомлення. Монтессорі також прийшла до переконання, що визнання всіх дітей як особистостей і відповідне ставлення до них призведе до реалізації потенціалу в кожній конкретній дитині.
Вона продовжувала адаптувати та вдосконалювати матеріали, розроблені нею раніше, змінюючи або видаляючи вправи, які діти вибирали рідше. Грунтуючись на своїх спостереженнях, Монтессорі експериментувала з наданням дітям вільного вибору матеріалів, безперервної роботи, свободи рухів і діяльності в межах, встановлених оточенням. Вона почала бачити незалежність як мету освіти, а роль вчителя як спостерігача та керуючого вродженим психологічним розвитком дітей.

#### Поширення освіти Монтессорі в Італії
У 1907 році барони Аліса та Леопольдо Франчетті сприяли відкриттю першого Дому Дітей в Римі, і після особистої зустрічі з вихователькою з регіону Марке в будинку письменниці Сібілли Алерамо вони вирішили підтримати її. На прохання Франчетті Монтессорі написала те, що згодом стане першим виданням її знаменитого Методу, Наукової Педагогіки, присвятивши роботу подружжю. У той же період вона також провела перший навчальний курс для вчителів з методу Монтессорі в Палаццо Альберті-Томассіні, резиденції лабораторії Tela Umbra в Чітта ді Кастелло. Слідуючи цьому курсу, баронеса Франчетті урочисто відкрила „Дім дітей“ на віллі Монтеска. Перший Casa dei Bambini мав успіх, а другий був відкритий 7 квітня 1907 року. Діти в її програмах продовжували демонструвати концентрацію, увагу та спонтанну самодисципліну, а класи почали привертати увагу видатних педагогів, журналістів та громадських діячів. Восени 1907 року Монтессорі почала експериментувати з навчальними матеріалами для письма та читання — літерами, вирізаними з наждачного паперу та закріпленими на дошках, рухомими вирізаними літерами та картками з малюнками та написами. Чотири-п'ятирічні діти спонтанно зайнялися матеріалами та швидко навчилися писати та читати набагато більше, ніж очікувалося для їхнього віку. Це привернуло увагу громадськості до роботи Монтессорі. Ще три Case dei Bambini відкрилися в 1908 році, а в 1909 році італійська Швейцарія почала замінювати метод Фребеля на метод Монтессорі в дитячих будинках і дитячих садках. Метод Монтессорі спочатку був прийнятий за волею маркізи Ромейн безпосередньо на її трьох сини Джан Антоніо, Угуччоне та Лодовіко Раньєрі ді Сорбелло, і зокрема перші двоє буквально діяли як піддослідні кролики для перевірки матеріалів Монтессорі, які випробовувалися на віллі Монтеска влітку 1909 року. Потім цей метод був застосований між літом і осінню 1909 року для навчання в сільській початковій школі Піскіелло в Умбрії, заснованій тією ж маркізою Раньєрі ді Сорбелло. Вибір методу Монтессорі маркізою Ромейн був продиктований необхідністю компенсувати серйозні умови культурної відсталості місцевого регіону, що компенсувалися в старшому віці, між 6 і 9 роками, схиляючись до грамотності, з якою стикалися в першому класі.
У 1909 році Монтессорі провела перший курс підготовки вчителів за своїм новим методом у Чітта-ді-Кастелло, Італія. У тому ж році вона описала свої спостереження та методи в книзі під назвою Il Metodo della Pedagogia Scientifica Applicato All'Educazione Infantile Nelle Case Dei Bambini (Метод наукової педагогіки, застосований до виховання дітей у дитячих будинках). Ще два навчальні курси було проведено в Римі в 1910 році, а третій — у Мілані в 1911 році. Репутація та робота Монтессорі почали поширюватися на міжнародному рівні. Приблизно в той час вона залишила медичну практику, щоб присвятити більше часу освітній роботі, розробці своїх методів і підготовці вчителів. У 1919 році вона звільнилася з посади в Римському університеті, оскільки освітня робота дедалі більше поглинала її час і інтерес.

### 1909—1915: міжнародне визнання та розвиток освіти Монтессорі
Уже в 1909 році роботи Монтессорі почали привертати увагу міжнародних спостерігачів і відвідувачів. Її роботи були широко опубліковані на міжнародному рівні та швидко поширювалися. Наприкінці 1911 року освіта Монтессорі була офіційно прийнята в державних школах Італії та Швейцарії та була запланована для Великої Британії. До 1912 року Монтессорі-школи відкрилися в Парижі та багатьох інших містах Західної Європи, а також були заплановані в Аргентині, Австралії, Китаї, Індії, Японії, Кореї, Мексиці, Швейцарії, Сирії, США та Новій Зеландії. Громадські програми в Лондоні, Йоганнесбурзі, Римі та Стокгольмі перейняли цей метод у своїх шкільних системах. Монтессорі-товариства були засновані в Сполучених Штатах Америки (Американський комітет Монтессорі) та Великої Британії (Суспільство Монтессорі для Сполученого Королівства). У 1913 році в Римі відбувся перший Міжнародний навчальний курс, а в 1914 році — другий.
Роботи Монтессорі були широко перекладені та видані в цей період. Il Metodo della Pedagogia Scientifica була опублікована в США як „Метод Монтессорі: наукова педагогіка в застосуванні до виховання дітей у дитячих будинках“, де вона стала бестселером. Далі вийшли британські та швейцарські видання. Перероблене італійське видання вийшло в 1913 році. Російське і польське видання вийшли в 1913 році, німецьке, японське і румунське видання з'явилися в 1914 році, а потім іспанське (1915), голландське (1916) і данське (1917) видання. Українське видання наразі у процесі перекладу і буде видано 2025 року громадською організацією „Монтессорі ЮА“. „Педагогічна антропологія“ була опублікована англійською мовою в 1913 році. 1914 року Монтессорі опублікувала англійською мовою „Власний довідник доктора Монтессорі“ — практичний посібник із дидактичних матеріалів, які вона розробила.

#### Монтессорі в США
У 1911 і 1912 роках роботи Монтессорі були популярними і широко розголошувалися в США, особливо в серії статей в журналі McClure's. Перша північноамериканська школа Монтессорі була відкрита в жовтні 1911 року в Террітауні, Нью-Йорк. Винахідник Олександр Грем Белл і його дружина стали прихильниками методу, і в їхньому канадському домі була відкрита друга школа. Метод Монтессорі швидко розійшовся через шість видань. Перший міжнародний навчальний курс у Римі в 1913 році був спонсорований Американським комітетом Монтессорі, і 67 із 83 студентів були зі США. До 1913 року в країні було понад 100 Монтессорі-шкіл. У грудні 1913 року Монтессорі поїхала до Сполучених Штатів у тритижневий лекційний тур, який включав фільми про її європейські класи, зустрічаючись із великими захопленими натовпами, куди б вона не подорожувала. Після її приїзду New York Tribune представила Марію Монтессорі як найцікавішу жінку Європи.
Монтессорі повернулася до США в 1915 році за підтримки Національної асоціації освіти, щоб продемонструвати свою роботу на Міжнародній виставці Панама-Тихоокеанський регіон у Сан-Франциско, штат Каліфорнія, і провести третій міжнародний навчальний курс. На експозиції був встановлений клас зі скляними стінами, і тисячі спостерігачів прийшли подивитися на клас з 21 учня. Батько Монтессорі помер у листопаді 1915 року, і вона повернулася до Італії.
Хоча Монтессорі та її освітній підхід були популярні в США, не обійшлося без протидії та суперечок. Впливовий прогресивний педагог Вільям Херд Кілпатрик, послідовник американського філософа та освітнього реформатора Джона Дьюї, написав зневажливу та критичну книгу під назвою „Досліджено метод Монтессорі“, яка мала широкий вплив. Національна асоціація дитячих садків також була критичною. Крім того, наполягання Монтессорі на суворому контролі над розробкою її методу, підготовкою вчителів, виробництвом і використанням матеріалів і заснуванням шкіл стало джерелом конфліктів і суперечок. Після її від'їзду в 1915 році Монтессорі-рух у США занепав, і відродився у США лише 1952 року завдяки Ненсі Маккормік Рамбуш, засновниці Американського товариства Монтессорі в 1960 році.
З успіху римського експерименту виник „рух Монтессорі“, з якого в 1924 році виникнуть „Scuola magistrale Montessori“ і „Opera Nazionale Montessori“, зведені, остання, в моральний корпус і спрямовані на пізнання, поширення, впровадження і захист її методу. Почесним президентом стала Марія Монтессорі.

### 1915—1939: Подальший розвиток освіти Монтессорі
У 1916 році Монтессорі повернулася до Європи та оселилася в Барселоні, Іспанія. Протягом наступних 20 років Монтессорі багато подорожувала та читала лекції Європою та проводила численні курси для вчителів. Монтессорі-освіта поширилася в Іспанії, Нідерландах, Великій Британії та Італії.

#### Іспанія (1915—1936)
Повернувшись зі США, Монтессорі продовжила свою роботу в Барселоні, де невелика програма, спонсорована урядом Каталонії, розпочата в 1915 році, переросла в школу Монтессорі, яка обслуговує дітей від трьох до десяти років, і Laboratori i Seminari de Pedagogia, науково-дослідний і навчальний інститут. Четвертий міжнародний курс був проведений там у 1916 році, включаючи матеріали та методи, розроблені протягом попередніх п'яти років, для навчання граматики, арифметики та геометрії для дітей початкової школи віком від шести до дванадцяти років. 1917 року Монтессорі опублікувала свою початкову роботу в L'autoeducazionne nelle Scuole Elementari (Самоосвіта в початковій школі), яка з'явилася англійською як The Advanced Montessori Method. Близько 1920 року рух за незалежність Каталонії почав вимагати від Монтессорі зайняти політичну позицію та зробити публічну заяву на підтримку незалежності Каталонії, і вона відмовилася. Офіційна підтримка була знята з її програм.
У 1924 році нова військова диктатура закрила модельну школу Монтессорі в Барселоні, а педагогіка Монтессорі в Іспанії занепала, хоча Барселона залишалася домом Монтессорі протягом наступних дванадцяти років. 1933 року, під час Другої Іспанської республіки, новий навчальний курс був спонсорований урядом, і урядову підтримку було відновлено. 1934 року вона опублікувала дві книги в Іспанії, Psicogeometrica і Psicoarithemetica. З початком Громадянської війни в Іспанії в 1936 році політичні та соціальні обставини змусили Монтессорі покинути Іспанію назавжди.

#### Нідерланди (1917—1936)
У 1917 році Монтессорі читала лекції в Амстердамі, і було засновано Нідерландське товариство Монтессорі. Вона повернулася в 1920 році, щоб прочитати серію лекцій в Амстердамському університеті. Монтессорі-програми процвітали в Нідерландах, і до середини 1930-х років у країні було понад 200 Монтессорі-шкіл. У 1935 році штаб-квартира Міжнародної асоціації Монтессорі, або AMI, назавжди переїхала до Амстердама.

#### Велика Британія (1919—1936)
Монтессорі-освіта віталася із ентузіазмом і суперечками в Англії між 1912 і 1914 роками. 1919 року Монтессорі вперше приїхала до Англії і провела міжнародний навчальний курс, який був сприйнятий з великим інтересом. Освіта Монтессорі продовжувала поширюватися у Великій Британії, хоча рух пережив певну боротьбу за автентичність і фрагментацію, які мали місце в США. Монтессорі продовжувала проводити навчальні курси в Англії кожні два роки до початку Другої світової війни.

#### Італія (1922—1934)
У 1922 році Монтессорі була запрошена до Італії від імені уряду, щоб прочитати курс лекцій, а згодом інспектувати італійські Монтессорі-школи. Пізніше того ж року фашистський уряд Беніто Муссоліні прийшов до влади в Італії. 1924 року Монтессорі зустрілася з Муссоліні, який висловив офіційну підтримку Монтессорі-освіти в рамках національної програми. 1927 року Муссоліні заснував педагогічний коледж Монтессорі, а до 1929 року італійський уряд підтримував широкий спектр установ Монтессорі. З 1930 року Монтессорі та італійський уряд вступили в конфлікт через ідеологічні проблеми, особливо після лекцій Монтессорі про мир і освіту. У 1932 році за нею та її сином Маріо встановили політичний нагляд. 1933 року вона звільнилася з Опери Монтессорі, а в 1934 році залишила Італію. Італійський уряд припинив діяльність Монтессорі закладів у країні в 1936 році.

#### Інші країни
Монтессорі читала лекції у Відні в 1923 році, і її лекції, такі як Il Bambino in Famiglia, були опубліковані англійською мовою в 1936 році як The Child in the Family. У період між 1913 і 1936 роками школи і товариства Монтессорі також були засновані у Франції, Німеччині, Швейцарії, Бельгії, Росії, Сербії, Канаді, Індії, Китаї, Японії, Індонезії, Австралії та Новій Зеландії.

#### Міжнародна асоціація Монтессорі
У 1929 році в Ельсінорі, Данія, відбувся перший Міжнародний Монтессорі-конгрес разом із П'ятою конференцією Товариства нової освіти. На цьому заході Монтессорі та її син Маріо заснували Міжнародну асоціацію Монтессорі або AMI „для нагляду за діяльністю шкіл і товариств у всьому світі та для контролю за підготовкою вчителів“. AMI також контролювала права на публікацію робіт Марії Монтессорі та виготовлення авторизованих дидактичних матеріалів Монтессорі. Серед перших спонсорів AMI були Зигмунд Фрейд, Жан Піаже та Рабіндранат Тагор.

#### Мир
У 1932 році Монтессорі виступила на Другому міжнародному Монтессорі-конгресі в Ніцці, Франція, на тему „Мир і освіта“. Ця лекція була опублікована Міжнародним бюро освіти, Женева, Швейцарія. 1932 року Монтессорі виступила в Міжнародному клубі миру в Женеві, Швейцарія, на тему „Мир і освіта“. Монтессорі проводила мирні конференції з 1932 по 1939 роки в Женеві, Брюсселі, Копенгагені та Утрехті, які пізніше були опубліковані італійською як Educazione e Pace, англійською як Education and Peace, а українською Освіта і мир у 2023 році. 1949 року, а також у 1950 та 1951 роках Монтессорі була номінована на Нобелівську премію миру, отримавши загалом шість номінацій.

#### Ларен, Нідерланди (1936—1939)
У 1936 році Монтессорі та її родина виїхали з Барселони до Англії, а незабаром переїхали до Ларена, поблизу Амстердама. Тут Монтессорі та її син Маріо продовжували розробляти нові матеріали, у тому числі циліндри без ручки, граматичні знаки та ботанічні номенклатурні картки. В умовах зростання військової напруженості в Європі Монтессорі дедалі більше звертала увагу на тему миру. 1937 року відбувся 6-й Міжнародний Монтессорі-конгрес на тему „Освіта заради миру“, де Монтессорі закликала до „науки миру“ і говорила про роль освіти дитини як ключ до реформування суспільства. У 1938 році Теософське товариство запросило Монтессорі до Індії, щоб провести навчальний курс, а в 1939 році вона покинула Нідерланди разом зі своїм сином і колегою Маріо.

### 1939—1946: Монтессорі в Індії
Інтерес до Монтессорі існував в Індії з 1913 року, коли індійський студент відвідав перший міжнародний курс у Римі, а студенти протягом 1920-х і 1930-х років поверталися до Індії, щоб відкрити школи та просувати освіту Монтессорі. Монтессорі-товариство Індії було створено в 1926 році, а Il Metodo було перекладено гуджараті та хінді в 1927 році. До 1929 року індійський поет Рабіндранат Тагор заснував багато шкіл „Тагор-Монтессорі“ в Індії, і індійський інтерес до освіти Монтессорі був сильно представлений на Міжнародному конгресі в 1929 році. Сама Монтессорі була особисто пов'язана з Теософським товариством з 1899 року, коли вона стала членом Європейської секції Товариства — хоча згодом її членство закінчилося. Теософський рух, мотивований освітою бідних в Індії, звернувся до освіти Монтессорі як до одного з рішень.

#### Інтернування в Індії
У 1939 році Монтессорі провела курс навчання в Теософському суспільстві в Мадрасі, мала намір прочитати лекції в різних університетах, а потім повернутися до Європи. Коли Італія вступила у Другу світову війну на боці Німеччини в 1940 році, Британія інтернувала всіх італійців у Великій Британії та її колоніях як ворогів. Насправді лише Маріо Монтессорі було інтерновано, тоді як сама Монтессорі була обмежена перебуванням на території Теософського товариства, а Маріо возз'єднався зі своєю матір'ю через два місяці. Монтессорі залишалися в Мадрасі та Кодайканалі до 1946 року, хоча їм було дозволено подорожувати у зв'язку з лекціями та курсами.

#### Шкільний матеріал, космічне виховання та уроки раннього дитинства
Протягом років перебування в Індії Монтессорі та її син Маріо продовжували розвивати свій метод навчання. Термін „космічна освіта“ був введений для опису підходу до дітей у віці від шести до дванадцяти років, який підкреслював взаємозалежність усіх елементів світу, природи. Діти працювали безпосередньо з рослинами та тваринами в їхньому природному середовищі, і Монтессорі розробила уроки, ілюстрації, схеми та моделі для використання з дітьми шкільного віку. Створювався матеріал з ботаніки, зоології, географії. Між 1942 і 1944 роками ці елементи були включені у поглиблений курс для роботи з дітьми від шести до дванадцяти років. Ця робота призвела до появи двох книг: „Освіта для нового світу“ та „Виховання людського потенціалу“
Перебуваючи в Індії, Монтессорі спостерігала за дітьми та підлітками різного віку та звернулася до вивчення раннього дитинства. 1944 року вона прочитала серію з 30 лекцій про перші три роки життя, а також прочитала визнаний урядом навчальний курс на Шрі-Ланці. Ці лекції були зібрані в 1949 році в книзі „Що ви повинні знати про свою дитину“.
У 1944 році Монтессорі отримали певну свободу пересування і вирушили на Шрі-Ланку. 1945 року Монтессорі відвідала першу всеіндійську Монтессорі-конференцію в Джайпурі, а в 1946 році, коли війна закінчилася, вона та її сім'я повернулися до Європи.

### 1946—1952: останні роки
У 1946 році, у віці 76 років, Монтессорі повернулася до Амстердама, і наступні шість років провела в подорожах Європою та Індією. 1946 року вона провела курс навчання в Лондоні, а в 1947 році відкрила там навчальний інститут, Центр Монтессорі. Через кілька років цей центр став незалежним від Монтессорі і продовжував працювати як Навчальний центр Святого Миколая. Після повернення до Італії в 1947 році вона насамперед займалася відновленням Національної опери, на яку були покладені практично ті ж завдання, що і в статуті 1924 року, реалізації та розвитку яких також сприяла присутність „Vita dell'infanzia“, чиє народження вона надихнула і визначила. Завдяки поштовху, наданому їй Марією Джерволіно та Сальваторе Валітутті, Національна опера Монтессорі змогла відновити та розвинути власні цілі, поглиблюючи педагогічні принципи засновниці та поширюючи знання та впровадження методу. У зв'язку з серйозною фінансовою та організаційною кризою вона була піддана тимчасовому управлінню до 1986 року, коли, повністю реабілітувавшись, відновила свій статутний характер, який характеризує її і сьогодні. 1947 року Марія провела ще два навчальні курси. Пізніше того ж року вона повернулася до Індії та проводила курси в Адьярі та Ахмедабаді. Ці курси привели до першого англійського видання книги The Absorbent Mind (укр. Розум, який все поглинає — наразі в процесі перекладу), яка базувалася на нотатках, зроблених студентами під час курсів. Під час цих курсів Монтессорі описала розвиток дитини від народження і представила свою концепцію чотирьох планів розвитку. 1948 року Il Metodo della Pedagogia Scientifica applicato all'educazione infantile nelle Case dei Bambini була знову переглянута та опублікована англійською як The Discovery of the Child. 1949 року вона провела курс у Карачі, Пакистан, і була заснована Пакистанська асоціація Монтессорі.
У 1949 році Монтессорі повернулася до Європи і відвідала 8-й Міжнародний конгрес Монтессорі в Сан-Ремо, Італія, де була продемонстрована модель класу. Того ж року було засновано перший навчальний курс для дітей від народження до трьох років під назвою Scuola Assistenti all'infanzia (Школа Монтессорі для помічників дитинства). Її номінували на Нобелівську премію миру. Монтессорі також була нагороджена французьким орденом Почесного легіону, офіцером голландського ордена Оранського Нассау та здобула ступінь почесного доктора Амстердамського університету. 1950 року вона відвідала Скандинавію, представляла Італію на конференції ЮНЕСКО у Флоренції, виступала на 29-му міжнародному навчальному курсі в Перуджі, провела національний курс у Римі, опублікувала п'яте видання Il Metodo з новою назвою La Scoperta del Bambino і знову була номінована на Нобелівську премію миру. 1951 року брала участь у 9-му Міжнародному Монтессорі-конгресі в Лондоні, проходила стажування в Інсбруку, була втретє номінована на Нобелівську премію миру.

Монтессорі брала безпосередню участь у розвитку та заснуванні Інституту освіти ЮНЕСКО в 1951 році. Вона була присутня на першому попередньому засіданні Ради керуючих ЮНЕСКО у Вісбадені, Німеччина 19 червня 1951 року, і виступила з промовою. Вона використала це звернення як можливість подвоїти свою підтримку прав дитини, яку вона часто називала „забутим громадянином“ або „знехтуваним громадянином“, заявивши:
Пам'ятайте, що люди починають не в двадцять, не в десять і не в шість років, а з народження. Прагнучи розв'язувати проблеми, не забувайте, що діти та молодь становлять величезну групу населення, безправне населення, яке всюди розпинають на шкільних лавах, яке — незважаючи на те, що ми говоримо про демократію, свободу та права людини — поневолена шкільним порядком, інтелектуальними правилами, які ми їй нав'язуємо. Ми визначаємо правила, які потрібно вивчати, як їх потрібно вивчати та в якому віці. Дитяче населення — єдине безправне населення. Дитина — знехтуваний громадянин. Подумайте про це і побоюйтеся помсти цього народу. Бо це його душу ми душимо. Ми пригнічуємо живі сили розуму, сили, які не можна знищити, не вбивши людину, сили, які відвертаються до насильства, до руйнування, або вислизають у сферу хвороби, як це добре пояснив доктор Стерн.
10 грудня 1951 року була третя річниця Загальної декларації прав людини, і на честь цього ЮНЕСКО провело святкування. Монтессорі була одним із запрошених гостей, яка також виступила з промовою на честь пам'яті та вшанування цієї знаменної події. Як і у своїй промові шість місяців тому перед Радою керуючих ЮНЕСКО у Вісбадені, Монтессорі ще раз підкреслила відсутність будь-якої „Декларації прав дитини“, в якій, зокрема, зазначено: „Насправді [Загальна] Декларація Права людини, здається, присвячені виключно дорослому суспільству“.

### Смерть
Тимчасово оселившись у друзів у містечку Нордвейк, в Нідерландах, в 1951 році вони звернулася до неї з проханням допомогти новоствореній державі Гана в організації шкільної системи. Не будучи впевненою, чи погодитися, відговорювана своїм сином, який побоювався за її здоров'я через таку довгу подорож, Марія Монтессорі померла 6 травня 1952 року в Нордвейку. На її могилі італійською мовою написано: „Я прошу вас, дорогі діти, які можуть все, приєднатися до мене у справі побудови миру серед людей і в усьому світі“.

### Монтессорі та фемінізм
Марія Монтессорі також відома своєю прихильністю феміністичного руху. 1896 року брала участь у жіночому конгресі в Берліні як представниця Італії. Один з її виступів про право на рівну оплату праці жінок і чоловіків був отримав величезну увагу. З цієї нагоди працюючі жінки її рідного міста К'яравалле зібрали суму для покриття витрат на подорож. Вона також брала участь у наступному Жіночому конгресі в Лондоні (1899).
У 1906 році вона написала звернення до газети „La Vita“, в якому закликала італійських жінок реєструватися в політичних виборчих списках, оскільки жоден закон прямо не забороняв виборче право для жінок. Вона черпала натхнення з власної історії: жоден закон в Італії не забороняв вступати до медичного університету і лише соціальні умовності вважали це неможливим, проте Монтессорі стала лікарем. На заклик зареєструватися відгукнулося багато жінок, особливо шкільних вчителів, медсестер та акушерок, які звернулися до апеляційних судів у своїх містах. Всі рішення закінчилися відмовами, за винятком міста Анкона, де десять шкільних вчителів отримали виборчі картки, створивши важливий прецедент і випередивши завоювання жінками права голосу на сорок років. Після цього Марія Монтессорі писала, звертаючись до міста: „…В тобі народилася жінка, в тобі жіноча спокута встановила високу планку“.

### Монтессорі та фашизм
Її політичну позицію інтерпретували по-різному: деякі ліві критики вважали її правою через численні державні школи, відкриті її ім'ям, та через її дружбу з високопосадовцями. З іншого боку, ідеалістичному дому не подобалося те значення, яке вона надавала науковим дослідженням, а праві не оцінили її конкретні пропозиції щодо забезпечення рівності, а не класів. Спочатку Марія заручилася підтримкою Муссоліні, який був зацікавлений у вирішенні проблеми неписьменності за допомогою „Будинків дитини“.
У 1914 році Марія Монтессорі переїхала до Іспанії, де залишалася до закінчення світової війни. Повернувшись до Італії у 1924 році, вона вступила до фашистської партії і завоювала овації Дуче: „Телеграф Марконі і метод Монтессорі виражають дві сили, два генії, які об'єдналися в ім'я Вітчизни, щоб здійснити задум, який, безумовно, закладений Божим Провидінням“. (Беніто Муссоліні, у своїй промові з нагоди повернення Монтессорі на батьківщину)
У тому ж 1924 році в Мілані було проведено курс, який отримав схвалення режиму, а Товариство друзів методу було перетворено на некомерційну організацію, що отримала назву „Національна опера Монтессорі“, з офісами в Неаполі та Римі.
Того ж року Генеральний директор з питань освіти Джузеппе Ломбардо Радіче, який у попередні роки був прихильником методу Монтессорі, обрушився на Марію з різкою критикою: він звинуватив її в крадіжці ідей у Рози і Кароліни Агацці, стверджуючи, що лише дві сестри з Брешії розробили справді „італійський“ метод. Слідом за Ломбардо Радіче пролунала подальша критика. Монтессорі називали „майстерною чарівницею“, „маскувальницею“, „діловою жінкою“. Марія знову відмахнулася від критики, ніби це її не стосувалося, але з цього моменту відносини з фашизмом почали гіршати.
Відкинувши критику, яка була спрямована на неї, Монтессорі змогла організувати перший національний навчальний курс у 1926 році, який підготував вчителів до використання її методу. До речі, незважаючи на звинувачення в неіталійськості, сам Муссоліні підтримував Монтессорі, вважаючи, що міжнародна слава, якої вона досягла, є гордістю для Італії; лідер фашизму навіть був почесним президентом курсів і виділив з особистого фонду грант у розмірі 10 000 лір на роботу. Курс проходив у Мілані, у ньому взяли участь 180 вчителів. Вони прибули переважно з найближчих до місця проведення курсу областей (Ломбардія і Венето), а також з Ле Марке, батьківщини М.Монтессорі; інші учасники приїхали з Риму. Курс тривав шість місяців і фінансувався фашистським урядом.
По закінченні міжнародних курсів, проведених у Римі в 1930 і 1931 роках, і конференцій за кордоном, особливо Женевської конференції з питань миру, що мали міжнародний резонанс, настав остаточний перелом: у 1934 році вийшов наказ про закриття всіх шкіл Монтессорі, як для дорослих, так і для дітей. У тому ж році Гітлер також наказав закрити школи Монтессорі в Німеччині разом з вальдорфськими школами. 1936 року режим також закрив за наказом міністра Чезаре Марія Де Веккі Королівську трирічну школу методу Монтессорі, яка готувала вчителів у Римі з 1928 року. 1933 року вийшла друком книга „La pace e l'educazione“, але Марія Монтессорі на той час була витіснена фашистською культурою на узбіччя.
У 1933 році Марія Монтессорі та її син Маріо Монтессорі вирішили піти з Націоналістичної опери, яка мала бути закрита фашистами у 1936 році разом з „Школою методу“, що діяла в Римі з 1928 року. Через тепер уже непримиренні розбіжності з фашистським режимом вона була змушена покинути Італію в 1934 році.

## Метод Монтессорі
Основна стаття: Педагогіка Монтессорі
Одним із численних досягнень Монтессорі був метод Монтессорі. Це метод навчання дітей молодшого віку, який акцентує увагу на розвитку власної ініціативи та природних здібностей дитини, особливо через практичну гру. Цей метод дозволив дітям розвиватися у власному темпі та дав вихователям нове розуміння розвитку дитини. Книга Монтессорі „Метод Монтессорі“ детально описує цей метод. Педагоги, які дотримувалися цієї моделі, створили спеціальні середовища для задоволення потреб учнів у трьох значущих для розвитку вікових групах: 1,5 — 2,5(3)років, 2,5(3) — 6 років і 6 — 12 років. Студенти навчаються за допомогою діяльності, яка передбачає дослідження, маніпуляції, порядок, повторення, абстрагування та спілкування. Вчителі заохочують дітей у перших двох вікових групах використовувати свої органи чуття для дослідження та маніпулювання матеріалами в їхньому найближчому оточенні. Діти в останній віковій групі мають справу з абстрактними поняттями на основі їхньої новорозвиненої здатності міркувати, уявляти та творчості.

### Ранні впливи
На теорію та філософію освіти Монтессорі спочатку сильно вплинули роботи Жана Марка Гаспара Ітара, Едуарда Сегена, Фрідріха Фребеля та Йоганна Генріха Песталоцці, усі з яких наголошували на сенсорному дослідженні та маніпуляціях. У першій роботі Монтессорі з дітьми з інвалідністю в ортофренічній школі в 1900—1901 рр. використовувалися методи Ітара та Сегена, навчаючи дітей фізичній активності, наприклад ходьбі та користуванню ложкою, тренуючи їхні чуття через дослідження візуальних стимулів, запахів, і тактильний досвід, а також знайомство з буквами в тактильній формі. Ці дії розвинулися в „сенсорні“ матеріали Монтессорі.

### Від освіти дітей з особливими освітніми потребами до освіти всіх дітей
Метод Монтессорі починається з навчання дітей з інвалідністю і поширюється на навчання всіх дітей. Сама Монтессорі стверджувала, що метод, застосований до дітей з інвалідністю, мав стимулюючий ефект навіть при застосуванні до навчання дітей без вад. Її мислення визначає „дитину як цілісну істоту, здатну розвивати творчі сили і володіти моральними задатками“, які дорослий нині ігнорує, не використовуючи власний потенціал на повну. Основоположним принципом має бути „свобода учня“, оскільки тільки свобода сприяє розвитку творчих здібностей дитини, які вже закладені в її природі. Зі свободи повинна випливати дисципліна.

### Від свободи до волі і дисципліни
Для Марії Монтессорі дисципліна походить від „вільної праці“, вона виникає лише тоді, коли у дитини з'являється справжній інтерес, тобто коли вона самостійно обирає роботу, потураючи своїм інстинктам, що може призвести до стану абсолютної концентрації (поляризації) уваги. Завдання вчителя — працювати над підтриманням цього стану через рухову освіту. На думку Марії Монтессорі, саме рух відіграє центральну роль, оскільки особистість формується в міру того, як психічні та моторні здібності розвиваються в унісон. Саме тоді, коли дитина навчиться рухатися відповідно до мети, яка пов'язана з психічною діяльністю, вона зможе спрямовувати свою волю, тільки тоді вона буде дисциплінованою. Саме тому робота в „Будинках дитини“ заснована на русі: потрапляючи в середовище з матеріалами, розробленими для індивідуального використання самою Монтессорі, дитина може сама обирати собі заняття, слідуючи інстинкту, пробуджуючи інтерес і концентрацію уваги. Зосереджена дитина — це ще не дисциплінована дитина, бо дисциплінована дитина здатна спрямовувати свою волю на досягнення мети. Воля зміцнюється та розвивається за допомогою методичних вправ. Педагог допоможе дитині в цьому процесі методично спланованими заняттями, які називаються „уроки тиші“, під час яких вона тренуватиме ідеальну нерухомість, увагу, коли чує звук власного імені, вимовленого на відстані, скоординовані легкі рухи, щоб не наштовхнутися на предмети. Тільки тоді, коли дитина зможе спрямовувати свою волю до мети, вона зможе підкорятися і, таким чином, бути дисциплінованою. Як казала Монтессорі, дорослий, коли вимагає від дитини дисципліни і слухняності, майже завжди ігнорує волю дитини, пропонує їй зразок для наслідування: „роби, як я!“, або пряму команду: „не рухайся!“, „мовчи!“. Необхідно поставити питання: „Як дитина може вибрати послух, якщо у неї ще не розвинута воля?“. Відповідь криється в цьому теоретичному вузлі, розплутаному Монтессорі: від свободи до дисципліни.
Дисциплінована людина вміє володіти собою, коли необхідно дотримуватися правил життя. Період немовляти — це час величезної творчості, це фаза життя, в якій розум дитини вбирає характеристики свого оточення і робить їх своїми власними, виростаючи через них, природно і спонтанно, без необхідності докладати будь-яких зусиль. З появою Марії Монтессорі багато правил виховання, встановлених на початку століття, змінилися. До „ненормальних“ дітей ставилися з повагою, для них організовувалися виховні заходи. Діти повинні були навчитися піклуватися про себе і заохочувалися до ухвалення самостійних рішень.

### Наукова педагогіка
Монтессорі вважала свою роботу в Ортофренічній школі та її подальші психологічні дослідження та дослідницьку роботу в початкових школах „науковою педагогікою“, актуальною концепцією у вивченні освіти того часу. Вона закликала не просто спостерігати та досліджувати студентів, а й розробляти нові методи, які б їх трансформували. „Наукова освіта, отже, була тим, що, хоч і ґрунтувалося на науці, модифікувало і вдосконалювало особистість“. Крім того, сама освіта повинна бути трансформована наукою: „Нові методи, якщо вони ґрунтуються на наукових принципах, повинні змінитися повністю. Як школа, так і її методи повинні породити нову форму навчання“.

### Метод Монтессорі та наукова психологія
Все своє педагогічне мислення Марія Монтессорі розвивала на основі конструктивної критики наукової психології, течії думки, яка утвердилася на початку століття. Згідно з науковою психологією „чистого і простого спостереження“ і „наукового вимірювання“ було достатньо для створення нової, оновленої та ефективної школи. Педагогічне мислення Монтессорі починається з „наукової педагогіки“. Фактично, впровадження науки в сферу освіти є першим фундаментальним кроком для того, щоб мати можливість побудувати об'єктивне спостереження за об'єктом. Об'єктом спостереження є не сама дитина, а відкриття дитини в її спонтанності та автентичності. Нарешті, традиційну дитячу школу Марія Монтессорі критикує за те, що в ній все середовище створюється в масштабах дорослої людини. У такому середовищі дитина почувається некомфортно, а тому не в змозі діяти спонтанно.

### Небули, сенситивні періодита роль навколишнього середовища
Марія Монтессорі визначає дитину як „духовний ембріон“, в якому розвиток вищих психічних функцій пов'язаний з біологічним розвитком, щоб підкреслити, що при народженні в дитині ще не сформоване мислення, але є „небули“ (сьогодні ми б сказали потенції, що виражають специфічні антропологічні та еволюційні потреби дитини, які середовище повинно задовольнити), які мають силу розвиватися спонтанно, але тільки за рахунок середовища, тільки шляхом асиміляції із зовнішнього середовища елементів, необхідних для побудови вищих психічних функцій. У розвитку вищої нервової діяльності існують сенситивні періоди, тобто специфічні періоди, в яких розвиваються ті чи інші здібності. Марія Монтессорі визначає „поглинаючий розум“ як цю тенденцію дитини в перші роки життя несвідомо поглинати дані з навколишнього середовища, підкреслюючи специфіку дитячих психічних процесів у порівнянні з процесами дорослої людини. Ось чому людський ембріон повинен народитися, перш ніж він зможе завершити себе, і може розвиватися тільки після народження, тому що його потенціал повинен стимулюватися навколишнім середовищем.
Ці небули, у світлі антропоеволюційної нейропедагогіки, можуть бути визначені як біо-нейронні потенціали і карти або, в загальнішому сенсі, як „пластичні потенціали мозку“ і виражають специфічні для виду потреби, які необхідно задовольнити. Для ефективнішого результату це має відбуватися у так звані „сенсорні“ періоди, які Монтессорі називає „сенситивними“, наприклад, для розвитку дрібної моторики, яка у віці від 3 до 4 років вже дозволяє правильно тримати письмове приладдя, завдяки вдосконаленню опозиції вказівного і великого пальців, а також підбирати мілкі предмети.

### Космічна освіта
Характерним для шкіл Монтессорі є викладання Космічної освіти. Концепція ґрунтується на ідеї космічного плану, тобто на тому, що кожна форма життя ґрунтується на попередніх, та їх розвитку, який відбувається не одиночно, а цілісно, і що все у світі пов'язане одне з одним і має своє місце у Всесвіті. Космічний план підводить до ідеї космічного завдання, тобто співпраці всіх живих і неживих істот.
У цьому контексті Марія Монтессорі визначає метою людського життя „побудову того, що перевершує природу“ — Надприроду. Своєю працею, в якій беруть участь „одночасно рука і розум“, людина здійснює творчий процес, завдяки якому вона панує над матерією, підкорює навколишнє середовище і перетворює природу. Від його відкриттів і завоювань у просторі та часі виграє все людство[39], а перед освітою стоїть завдання зробити видимим гармонійний і об'єднуючий принцип, який пронизує весь всесвіт, і розкрити цей взаємозв'язок, щоб через аналіз і роздуми могло проявитися почуття вдячності, оскільки людина „повинна все ж таки усвідомити набагато більшу відповідальність, яку вона несе у виконанні космічного завдання, необхідність працювати разом з іншими для свого оточення, для всього всесвіту“.
Космічна освіта охоплює поняття екологічної освіти, освіти в ім'я миру та освіти в ім'я людяності, але не вичерпується їх сумою, оскільки її головна мета — привести дитину до любові до життя, до відчуття себе частиною Всесвіту та до пошуку свого призначення у світі. У школах Монтессорі ідеї Космічного виховання глибоко впливають на викладання всіх предметів, а не тільки історії, географії та природознавства, як іноді думають.
Наріжним каменем космічної освіти Монтессорі є безперервне перехресне посилання від особистого до універсального досвіду, від конкретного до абстрактного, від аналізу до синтезу. Що стосується синтезу, то Монтессорі говорить, що пізнання неосяжного світу є імперативом, на який дитина повинна відповісти перед обличчям космічного плану. Власне, видатний педагог також пише „…давайте дамо [дитинству] бачення всього Всесвіту“. Що стосується аналізу, то далі вона говорить, що потрібно „дати дитині уявлення про всі науки, не з подробицями і точністю, а тільки емоційне враження: йдеться про відкриття та посів основ наук у дошкільному віці, в якому є своєрідний сенситивний період уяви“.

Тому девізами Космічного виховання є: „Даруймо світ дитині“, з якого випливає „Синтетичне бачення світу“; „Сіймо насіння всіх наук“, з якого випливає „Аналітичне бачення світу“. Щодо „сіяння насіння всіх наук“, то наводяться слова самої Марії Монтессорі:
„Дати в повному обсязі сучасну культуру стало справою неможливою: тому виникає необхідність особливого методу, за допомогою якого всі фактори культури можуть бути представлені дитині; не в програмі, яку їй нав'язують, з точністю до деталей, а шляхом поширення якомога більшої кількості зародків зацікавленості. Вони ледве будуть сприйняті розумом, але вони можуть прорости пізніше, коли воля стане точнішою, і, таким чином, він може стати особистістю, придатною для цього нашого віку, що розширюється“.

Марія Монтессорі, „Як виховати людський потенціал“
Зародження концепції космічного виховання Монтессорі простежується з 1942 року, коли через війну Марія Монтессорі та її син Маріо опинилися на індійських пагорбах, в Кодайканалі, навчаючи дітей у віці від двох до дванадцяти років[44]. Вважається, що ідеї Монтессорі про космічне виховання в ті роки були інспіровані індійською культурою і постаттю Джорджа Арундейла, президента Теософського товариства[45].

Показовими щодо концепції космічного виховання є слова самої Марії Монтессорі:
„…пояснення космічного характеру мають також ту перевагу, що захоплюють увагу менш підготовлених школярів, які, уникаючи подробиць, виявляють живий інтерес до відносин між явищами, до співвідношення між живими істотами і, зокрема, до явищ, що перебувають у функції від блага інших. Кожна людина має функцію в житті, про яку вона не знає, і яка стосується добра інших людей. Мета людини не в тому, щоб жити краще, а в тому, щоб розвивати певні обставини, корисні для інших. Великий закон, який керує життям у космосі, — це закон співпраці між усіма істотами. Поглиблювати вивчення цього закону — значить працювати на торжество єдності між різними народами, а отже, на торжество людської цивілізації“.

Марія Монтессорі, Освіта і мир, Гарцанті, Мілан 1949, Національна опера Монтессорі, Рим 2004 (стор. 20)

### Музична освіта
Пацифістське мислення Марії Монтессорі та розробка „космічного плану“, які є центральними в її педагогічній філософії, ґрунтуються на принципах, які водночас лежать в основі виховання, невіддільним елементом якого є музика, а саме: принципи свободи, автономії, співпраці, участі, поваги та солідарності.
З точки зору педагогіки Монтессорі, „музика допомагає і зміцнює здатність до концентрації уваги, додає новий елемент до формування дитиною внутрішнього порядку і психічної рівноваги“, тому музичне виховання виконує незамінну функцію в житті кожної людини, а особливо в розвитку дитини.
Стверджуючи це, Монтессорі підкреслює позитивний вплив, який слухання і заняття музикою мають на дитину, як з психічної, так і з когнітивної та неврологічної точки зору, сприяючи розвитку слуху і підвищуючи навички уваги і концентрації. Крім того, оскільки музика тісно пов'язана з рухом, її застосування гарантує покращення ритмічних та координаційних навичок у відтворенні звуків за допомогою власного тіла, таких як: клацання пальцями, плескання в долоні, тупання ногами, всі дії, що характеризують „тілесну перкусію“.
Марія Монтессорі, щоб дати своїм вихованцям повноцінну музичну освіту, вирішила ввести в Будинки дитини специфічні матеріали, які і сьогодні використовуються для практично-сенсорних вправ, для розвитку музичного слуху і навчання музичному „письму“. Серед цих інструментів є такі:
- Звукові (шумові) циліндри: дві коробочки з шістьма дерев'яними циліндрами всередині. У першій коробці знаходяться червоні циліндри, які при струшуванні видають різні звуки; у другій — сині циліндри, які при струшуванні видають співзвучні звуки. Метою цих предметів є сприйняття та розпізнавання різних тональностей шумів, а також тренування кисті, зап'ястя та руки у користуванні музичними інструментами.
- Дзвіночки Маккероні: серія дзвіночків, які видають звуки від найнижчої до найвищої ноти однієї тональності. Метою є виховання слуху через здатність сприймати висоту звуку та вміння асоціювати звуки з правильними нотами.
- Перкусійні інструменти: такі як барабани, маракаси, тарілки, палички тощо, з метою класифікації та розпізнавання окремих інструментів за допомогою слуху та зору.
- Голос: музичний інструмент, який найчастіше використовується в школах, особливо для розвитку розмовної мови[103].

Саме завдяки цим інструментам, на думку педагога, в освітньому середовищі має бути організований музичний куточок — місце, де діти експериментують і досліджують ці звукові об'єкти, контактуючи зі світом музики. Музичне виховання за методикою Монтессорі збагачує дитину, розвиваючи в ній інтелектуальні, психомоторні і, перш за все, творчі здібності, досягаючи успіху у вихованні її не тільки в незалежності, самостійності і свободі дій, але і у взаємодії з однолітками. Крім того, воно покращує навчання через слухання, підвищує вправність володіння музичними інструментами та збагачує мовні навички за допомогою дитячих віршиків та пісень. На завершення, для Марії Монтессорі музичне виховання є фундаментом для загального формування дитини.

### Casa dei Bambini
У 1906 році Istituto Romano Beni Stabili під керівництвом Едоардо Таламо вирішив побудувати 58 нових будівель в районі Сан-Лоренцо в Римі, використовуючи робітників, які не мали особливої кваліфікації. Щоб вирішити проблему дітей робітників, Таламо звернувся до Марії Монтессорі. Так, у 1907 році він заснував перший Дім дитини», призначений вже не для дітей з особливими освітніми потребами, а для дітей мешканців римського району Сан-Лоренцо. Це особливий будинок, впорядкований таким чином, щоб діти дійсно відчували, що дім їхній.
Вся обстановка будинку продумана і пропорційна можливостям дитини. У такому середовищі дитина активно взаємодіє із запропонованим матеріалом, проявляючи зосередженість, творчість та інтерес. Дитина знаходить середовище, в якому може оригінально самовиражатися і в той же час пізнає фундаментальні аспекти життя громади. Важливою є участь батьків у забезпеченні здоров'я та гігієни дитини як передумови для навчання у школі. Завдання вчителя — організація середовища. Він повинен дочекатися, поки діти зосередяться на певному матеріалі, а потім присвятити себе спостереженню за індивідуальною поведінкою. Педагог допомагає дитині, розвиток якої має відбуватися відповідно до природних ритмів і відповідно до тієї індивідуальності, яку дитина демонструє.
Працюючи зі звичайними дітьми в Casa dei Bambini в 1907 році, Монтессорі почала розвивати власну педагогіку. Основні елементи її освітньої теорії виникли з цієї роботи, описаної в «Методі Монтессорі» в 1912 році та в «Відкритті дитини» в 1948 році. Її метод був оснований на спостереженні за дітьми, які вільно діяли в середовищі, готовому зустріти їх потреби. Монтессорі прийшла до висновку, що спонтанна діяльність дітей у цьому середовищі розкриває внутрішню програму розвитку, і що відповідна роль вихователя полягає в тому, щоб усунути перешкоди цьому природному розвитку та забезпечити можливості для його подальшого розвитку та процвітання.
Відповідно, шкільна кімната була обладнана меблями дитячого розміру, вправами, що тренують «навички практичного життя», такими як підмітання та миття столів, і навчальним матеріалом, який Монтессорі розробила сама. Діти отримали свободу вибору та здійснення власної діяльності, у власному темпі та за власними нахилами. У цих умовах Монтессорі зробила ряд спостережень, які стали основою її роботи. По-перше, вона спостерігала велику зосередженість дітей і спонтанне повторення обраної діяльності. Вона також помітила сильну тенденцію дітей упорядковувати власне оточення, розставляти столи, полиці та матеріали впорядкованим шляхом. Оскільки діти обирали одні заняття, а не інші, Монтессорі вдосконалювала пропоновані їм матеріали. Згодом діти почали виявляти те, що вона назвала «спонтанною дисципліною».
Того ж року він заснував другий дитячий будинок у Сан-Лоренцо.
З метою завершення проєктування послуг у першому робітничому районі Мілану на вулиці Віа Соларі, 18 жовтня 1908 року в присутності самої Монтессорі Товариство «Umaniratia» відкрило перший у місті Дім дитини, започаткувавши унікальний експеримент в історії міланських послуг для дітей. Угода з Монтессорі та застосування її методу продовжиться в 1909 році з відкриттям другого дому дитини, який буде відкрито в другому робітничому районі Уманітарія у Віале Ломбардія. Будинки дітей також мали успіх за межами Італії: першою країною, яка перевірила їх ефективність, стала Швейцарія.

### Боротьба з неписьменністю у світі
У книзі «Analfabetismo mondiale» Марія Монтессорі доводить абсолютну важливість боротьби з явищем неписьменності: говорити, не вміючи читати і писати, фактично рівнозначно тому, щоб бути повністю відрізаним від будь-яких звичайних людських відносин, опинитися в стані мовної неповноцінності, яка виключає соціальні відносини і таким чином робить неписьменного «позасоціальною людиною».

Матеріал, що відображає цифри від одного до десяти, представлений намистинами, зібраними у вигляді самої цифри, її квадрата (у лінійному та двовимірному вигляді), її куба (у лінійному та об'ємному вигляді)
«Людині, яка говорить, недостатньо розсіювати артикульовані звуки через атмосферу. Потрібно, щоб мова стала постійною, закріпилася на предметах, відтворювалася машинами, мандрувала засобами масової інформації, збирала думки далеких людей і таким чином змогла увіковічнитися, щоб зафіксувати ідеї в спадкоємності поколінь. […] Звідси виходить, що, не маючи писемності, людина залишається поза суспільством».
Тому до мовлення має приєднатися ще одна навичка, яка доповнює природну мову, додаючи ще одну форму вираження, а саме — письмо. Монтессорі стверджує, що сила алфавіту, найважливішого досягнення для всього людства, полягає не просто в тому, щоб зробити написані слова зрозумілими в їх значенні, а в тому, щоб надати мові нових значень, збагативши її. Оволодіння абеткою збагачує людину, розширює її природні можливості самовираження, робить їх постійними, передає їх у часі і просторі, дає їй змогу звертатися до людства і нових поколінь.
Виходячи зі свого досвіду роботи з дітьми, Монтессорі вказує практичні принципи побудови методу, адаптованого і пристосованого до різних умов, для навчання читання і письма і дорослих.

Першим і фундаментальним кроком у методі Монтессорі, як з дорослими, так і з дітьми, є розпізнавання і відкриття звуків своєї мови і зіставлення їх з відповідним алфавітним знаком. Таким чином, візуальне середовище також є стимулом, який допомагає аналізувати звуки слів. Письмо лише повторює дуже мало графічних знаків у різних комбінаціях, і саме це усвідомлення, яке дається відкриттям і перевіркою безмежних комунікативних можливостей, що можуть бути реалізовані за допомогою декількох букв алфавіту, викличе інтерес, який стане фундаментальною пружиною для навчання письму. Таким чином, вправи, інструменти та методи, розроблені та обґрунтовані на послідовних етапах навчання, пропонуються в рамках освітніх відносин, які надають перевагу досвіду та автономії студента.
«…мова є в кожній людині. Неписьменні володіють нею, вони носять її з собою. Тому розбудити її, змусити усвідомити її користувачів, вказати їм на те, що саме в їхній свідомості вони повинні вдатися до її використання. Це спроба оновити за інерцією застояний інтелект: і це необхідно, бо треба йти далі: і йти до фактичного завоювання друкованого світу, де можна зібрати думки і застереження інших людей».

### Подальший розвиток і освіта Монтессорі сьогодні
Монтессорі продовжувала розвивати свою педагогіку та свою модель розвитку людини, розширюючи свою роботу та поширюючи її на дітей старшого віку. Вона вважала, що людська поведінка керується універсальними, вродженими характеристиками людської психології, які її син і колега Маріо Монтессорі-старший визначив як «людські тенденції» в 1957 році. Крім того, вона спостерігала чотири чіткі періоди, або «етапи» в людському житті. Розвиток, який триває від народження до шести років, від шести до дванадцяти, від дванадцяти до вісімнадцяти і від вісімнадцяти до двадцяти чотирьох. Вона бачила різні характеристики, способи навчання та імперативи розвитку, активні в кожному з цих етапів, і закликала до освітніх підходів, специфічних для кожного періоду. Протягом свого життя Монтессорі розробляла педагогічні методи та матеріали для перших двох рівнів, від народження до дванадцяти років, а також писала та читала лекції про третій і четвертий рівні. Марія створила понад 4000 класів Монтессорі в усьому світі, а її книги були перекладені багатьма різними мовами для навчання нових педагогів. Її методи застосовуються в сотнях державних і приватних шкіл у всьому світі.

## Школи Монтессорі в Італії та світі
У світі налічується 22 000 шкіл Монтессорі всіх рівнів, включаючи дитячі садки, початкові, середні та старші школи: Італія: 138 шкіл Монтессорі (одна на кожні 440 000 жителів), з них 68 % дитячих садків (так звані дитячі будинки), 19 % початкових, 13 % ясел, дуже мало середніх шкіл. У кожному регіоні є ясла, дитячі садки та початкові школи, за винятком Молізе та Валле-д'Аоста; в Абруццо є лише один дитячий садок та один дитячий будинок. Найкраще обслуговуються регіони Умбрія та Марке, які тільки в Італії мають співвідношення шкіл Монтессорі до жителів менше однієї на 100 000 жителів; безумовно, той факт, що Марія Монтессорі була уродженкою К'яравалле, зіграв свою роль в цих регіонах. В Італії присутність середніх і старших шкіл Монтессорі обмежена, а середні школи, які працюють за методом Монтессорі, існують лише в Римі, Мілані, Варезі, Комо, Перуджі, Анконі, Больцано, і Турині. Лише в Римі та Перуджі є також середні школи Монтессорі.
Між кінцем 20-го і початком 21-го століття Італія також стала свідком дивовижного перевідкриття думки Монтессорі, що ознаменувалося перевиданням трьох фундаментальних праць педагога з регіону Марке: La scoperta del bambino, Il segreto dell'infanzia, La mente del bambino, а також Educazione per un mondo nuovo, L'autoeducazione та Come educare il potenciale umano; крім того, перевидано антологію праць Монтессорі «Educazione alla libertà» та вийшли проникливі есе, присвячені її вченню.
У 2007 році вийшла в ефір телевізійна драма «Марія Монтессорі — життя для дітей», яка познайомила широку громадськість з постаттю педагога. Крім того, у 2012 році з нагоди річниці від дня народження Марії Монтессорі на третьому каналі національного радіо Італії транслювалося епізодичне читання деяких уривків з книги «Відкриття дитини». Зіткнувшись з успіхом методу Монтессорі, кілька видавництв спрямували свою діяльність на впровадження педагогіки Монтессорі в державних школах, для батьків-вихователів і педагогів в цілому.
З початку 2000-х років відкриття нових Монтессорі-шкіл в Італії не припиняється, а кількість учнів зростає зі швидкістю 30-40 %.

### Інші європейські країни
Німеччина: 1 140 шкіл Монтессорі, в тому числі 249 початкових і 60 середніх.
Велика Британія: 800 шкіл Монтессорі.
Ірландія: 375 шкіл Монтессорі.
Нідерланди: 220 шкіл Монтессорі, з яких 163 початкові та 22 середні.
Швеція: 163 школи Монтессорі.
Франція: 52 школи Монтессорі.
Румунія: 21 школа Монтессорі, в тому числі 13 дитячих садків, 5 освітніх центрів, 3 школи
Швейцарія: 19 шкіл Монтессорі, в тому числі три середні школи.
Україна: 36 шкіл Монтессорі.
Мальта: 1 школа Монтессорі

### Інші континенти
Сполучені Штати: приблизно 4 500 шкіл Монтессорі.
Індія: приблизно 200 шкіл Монтессорі.
Японія: 150 шкіл Монтессорі
Нова Зеландія: 65 шкіл Монтессорі
Канада: 63 школи Монтессорі.
Аргентина 31 школа Монтессорі.
Школи Монтессорі є також в Австралії, Бразилії, Брунеї, Чилі, Китаї, Коста-Риці, Еквадорі, Єгипті, на островах Фіджі, Філіппінах, Малайзії, Мексиці, Нігерії, Пакистані, Південній Африці, Танзанії, Танзанії, В'єтнамі.
Ідеальним центром цього всесвітнього поширення є містечко К'яравалле, де народилася Марія Монтессорі: тут досі можна побачити будинок, де вона народилася, в якому створено музей і бібліотеку Монтессорі. У будинку також знаходиться навчальний центр, який організовує конференції, присвячені творчості та думкам педагога, в яких беруть участь науковці з різних країн, де поширена Монтессорі-педагогіка.

## Роботи
За своє життя Монтессорі опублікувала ряд книг, статей і брошур, часто італійською мовою, але іноді спочатку англійською. За словами Крамера, «основні праці, опубліковані до 1920 року („Метод Монтессорі“, „Педагогічна антропологія“, „Просунутий метод Монтессорі — спонтанна активність у навчанні“ та „Початковий матеріал Монтессорі“), були написані нею італійською мовою та перекладені під її керівництвом». Однак багато з її пізніших творів були переписані з її лекцій, часто в перекладі, і лише пізніше опубліковані у формі книги. Більшість її творів та інших добірок лекцій або статей, написаних Монтессорі, доступні через видавничу компанію Монтессорі-Пірсон. Саме з ними наразі співпрацює громадська організація Монтессорі ЮА для перекладу книжок українською.
Основні твори Монтессорі у формі книг наведено тут у порядку від їх першої публікації зі значними редакціями та перекладами:
- Il Metodo della Pedagogia Scientifica applicato all'educazione infantile nelle Case dei Bambini (Tipografia della Casa Editrice S. Lapi, 1909). Згодом переглянуто та перевидано в 1913 і 1918 роках (опубліковано Ermanno Loescher) і 1935 (опубліковано Maglione і Strine).
- Англійське (американське) видання: Метод Монтессорі: Наукова педагогіка в застосуванні до виховання дітей у дитячих будинках [переклад Енн Е. Джордж] (Фредерік А. Стокс, 1912)
- Англійське (Велика Британія) видання: Метод Монтессорі: Наукова педагогіка в застосуванні до виховання дітей у дитячих будинках [переклад Енн Е. Джордж] (Вільям Гейнеманн, 1912)
- Німецьке видання: Selbsttaetige Erziehung im fruehen Kindesalter nach den Grundsaetzen der wissenschaftlichen Paedagogik methodisch dargelegt (Hoffmann, 1913)
- Голландське видання: De methode Montessori: zelfopvoeding van het jonge kind [переклад Т. Брюйна] (Ploegsma, 1916)
- Французьке видання: Pédagogie scientifique [переклад М. Р. Кромвеля] (Librairie Larousse, 1916)
- Іспанське видання: El Método de la Pedagogía Científica Aplicado a la Educación de la Infancia en «La Casa dei Bambini» [переклад Хуана Палау Вера] (Araluce, 1918)
- Переглянуте та доповнене англійське (Індія) видання The Discovery of the Child [переклад Мері А. Джонстон] (Kalakshetra Publications, 1948)
- Переглянуто та перевидано італійською як La scoperta del bambino (Garzanti, 1950). «Нове» видання цієї назви було опубліковано Garzanti у 1970 році.
- Французьке видання: Pédagogie Scientifique: La Découverte de l'Enfant [переклад Georgette J. J. Bernard] (Desclée de Brouwer, 1952)
- Перше американське видання The Discovery of the Child [переклад М. Джозефа Костелло] (Ballantine Books, 1967). Одночасно версії цієї назви були видані в Сполучених Штатах видавництвами Fides (Нотр-Дам, Індіана) і Amereon House (Нью-Йорк).
- Німецьке видання: Die Entdeckung des Kindes [переклад Едіт Зайдель] (Verlag Herder, 1969)
- Японське видання: 子どもの発見 / Kodomo no hakken [переклад Цунейоші Цузумі] (Кокудоша, 1971)
- Каталонське видання: La Descoberta de l'Infant [переклад Андреу Рока] (редакція EUMO, 1984)
- Англійське (Велика Британія) видання: The Discovery of the Child [переклад M. Joseph Costelloe] (Clio Press, 1988)
- Угорське видання: A gyermek felfedezése [переклад Balassa Sándorné] (Herder, 1995) Antropologia Pedagogica (Валларді, 1910)
- Іспанське видання: Antropología pedagógica [переклад Хуана Палау Вера] (Araluce, 1910)
- Англійське (Велика Британія) видання: Педагогічна антропологія [переклад Фредеріка Тейбера Купера] (Вільям Гейнеманн, 1913)
- Англійське (американське) видання: Педагогічна антропологія [переклад Фредеріка Тейбера Купера] (Фредерік А. Стокс, 1913)
- Dr. Montessori's Own Handbook (вперше опубліковано англійською мовою; Фредерік А. Стокс, 1914)
- Італійське видання: Manuale di pedagogia sciencea [переклад з англійського видання] (Альберто Морано, 1921)
- L'autoeducazione nelle scuole elementari (Льошер, 1916)

Англійське видання, опубліковане у двох томах (Фредерік А. Стокс, 1917):
- Розширений метод Монтессорі, том. I: Спонтанна активність у навчанні [переклад Флоренс Сіммондс]
- Розширений метод Монтессорі, том. II: Елементарний матеріал Монтессорі [переклад Артура Лівінгстона]
- I bambini viventi nella Chiesa (1922)
- Англійське видання: The Child in the Church: Essays on the Religious Education of Children and the Training of Character [під редакцією Едвіна М. Стендінга] (1929)
- Das Kind in der Familie (вперше опубліковано німецькою мовою; 1923)
- Англійське видання: The Child in the Family [переклад Ненсі Сірілло] (1929)
- Італійське видання: Il bambino in famiglia (1936)
- Psico Geométria (вперше опубліковано іспанською мовою; 1934)
- Англійське видання: Psychogeometry [під редакцією Кей М. Бейкер і Бенедетто Скоппола] (2011)
- Італійське видання: Psicoaritmetica (1971)
- Англійське видання: Psychoarithmetic [під редакцією Кей М. Бейкер і Бенедетто Скоппола] (2016)
- L'Enfant (вперше опубліковано французькою мовою; Gonthier, 1936)
- Іспанське видання: El Niño (Araluce, 1936)
- Англійське видання: The Secret of Childhood (Longmans, Green and Co., 1936)
- Італійське видання: Il segreto dell'infanzia (1950)
- Німецьке видання: Kinder sind anders: il segreto dell'infanzia [переклад Персі Екштайна та Ульріха Вебера] (E. Klett, 1952)
- De l'infant à l'adolescent [переклад Жоржет Ж. Ж. Бернар] (вперше опубліковано французькою; Desclée de Brouwer, 1923)
- Англійське видання: From Childhood to Adolescence (переклад Монтессорі-педагогічного дослідницького центру) (Schocken Books, 1973)
- Італійське видання: Dall'infanzia all'adolescenza (1949)
- Educazione e pace (Garzanti, 1949)
- Англійське видання: Peace and Education (Theosophical Publishing House, 1949)
- Formazione dell'uomo (Garzanti, 1949)
- Англійське видання: The Formation of Man [переклад Альберта М. Джустена] (Theosophical Publishing House, 1955)
- The Absorbent Mind (Theosophical Publishing House, 1949)
- Виправлене та переписане італійське видання: La mente del bambino. Mente assorbente (Garzanti, 1952)
- Англійське видання італійської версії: The Absorbent Mind [переклад Клода А. Клермонта] (Holt, Rinehart and Winston, 1967)
- Education for a New World (1947)
- Італійське видання: Educazione per un mondo nuovo (1970)
- To Educate the Human Potential (1947)
- Італійське видання: Come educare il potenziale umano (1970)

## Подяки та спадщина

### 1949, 1950 та 1951
- Марія Монтессорі була номінована на Нобелівську премію миру.

### 1970
- З нагоди сторіччя від дня її народження індійська поштова служба присвятила їй марку, що також свідчить про особливий зв'язок Марії з великою азійською країною.[117]
- Того ж року Пакистан також випустив марку, присвячену італійському педагогу, зображеному в задумливому стані.[118]
- В Італії до сторіччя Марії Монтессорі була випущена поштова марка, на якій вона зображена на тлі саду, в якому граються діти.[117]

### 1985
- На планеті Венера Марії Монтессорі був присвячений кратер діаметром 42 км[119].

### 1990
- Марія Монтессорі була першою і єдиною італійською жінкою, якій була присвячена банкнота: у 1990-х роках її портрет був зображений на банкноті номіналом 1000 італійських лір, яка перебувала в обігу до запровадження євро. Фотографія, з якої гравер взяв приклад, була зроблена бергамським фотографом Сандро Да Ре. На фото Марія Монтессорі дивиться праворуч, на банкнотах — ліворуч. Це пов'язано з тим, що гравер зображував зображення так, як він його бачив, що призвело до того, що водяний знак був надрукований догори ногами.

### 2000
- Шрі-Ланка випустила поштову марку, присвячену їй.[120]

### 2007
- З нагоди сторіччя відкриття першого Дому дитини в Римі була організована міжнародна конференція (Centenary Conference).[121]
- Пошта Італії випустила пам'ятну поштову марку з портретом педагога на передньому плані та порівняльними зображеннями учнів Монтессорі-школи 1907 та 2007 років, щоб підкреслити дивовижну актуальність методу Монтессорі.[122]
- Ювілей 2007 року також відзначався у Великій Британії національною конференцією (UK centenary conference), що проходила у Лондоні у два різні дні.[123]

### 2015
- У 2015 році міська влада Мілану ухвалила рішення про внесення її імені до Пантеону Мілану, що знаходиться на Монументальному кладовищі.[124]

### 2020
- У 2020 році Time номінував Монтессорі як одну зі 100 найкращих жінок року, відгалуження їхньої премії «Людина року».[125]